# Parancistrocerus robertianus
Parancistrocerus robertianus är en stekelart som först beskrevs av Cameron.  Parancistrocerus robertianus ingår i släktet Parancistrocerus och familjen Eumenidae.

## Underarter
Arten delas in i följande underarter:
- P. r. palawanensis
- P. r. javanus